# Caseneuve
Caseneuve ist eine südfranzösische Gemeinde mit 519 Einwohnern (Stand 1. Januar 2022) im Département Vaucluse in der Region Provence-Alpes-Côte d’Azur. Sie gehört zum Kanton Apt im Arrondissement Apt. Die angrenzenden Gemeinden sind Rustrel im Norden, Gignac im Nordosten, Viens im Osten, Saint-Martin-de-Castillon im Südosten, Saignon im Südwesten und Apt im Nordwesten.

## Weblinks

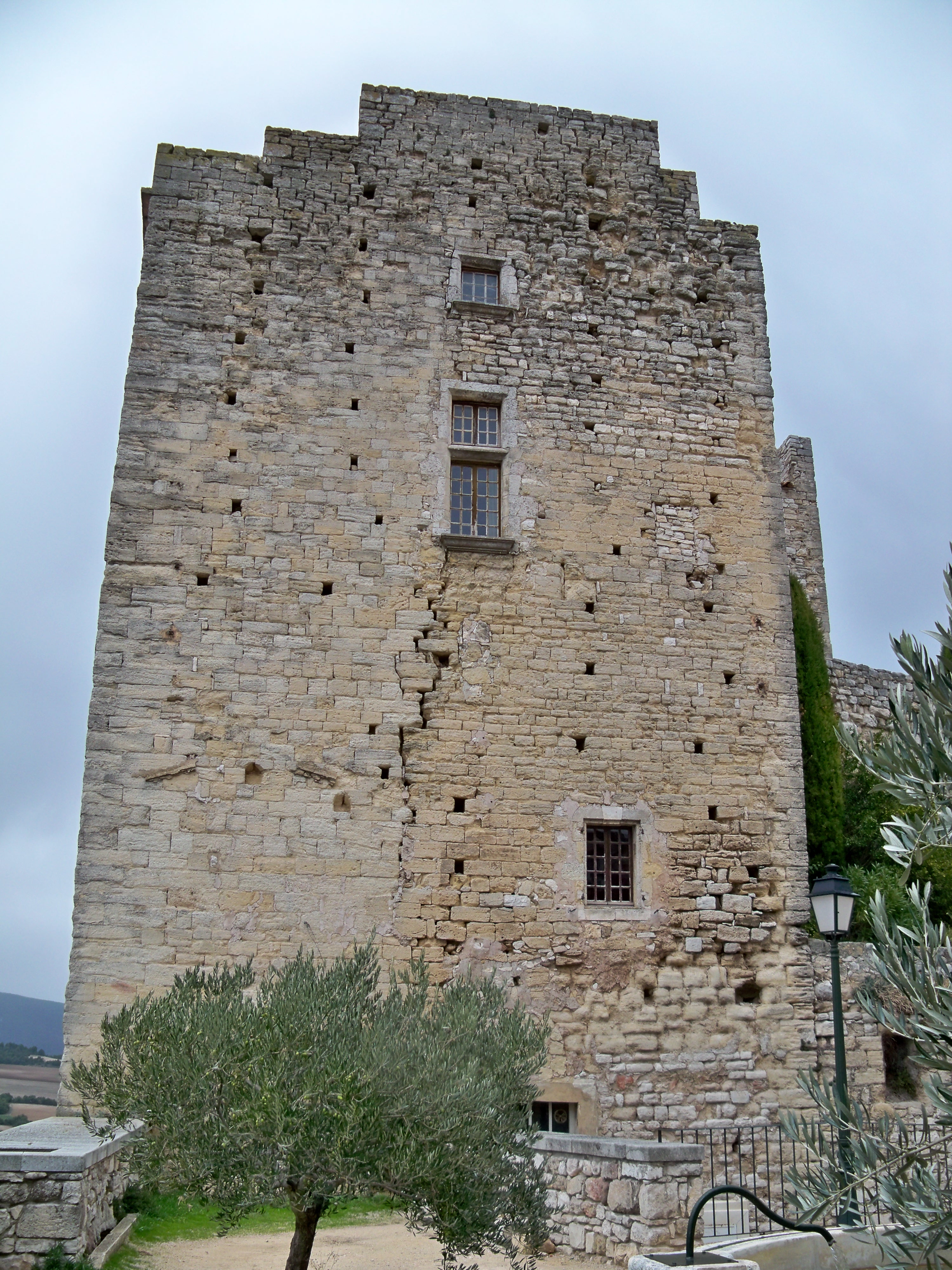
Schloss von Caseneuve

## Bevölkerungsentwicklung
| 1962 | 1968 | 1975 | 1982 | 1990 | 1999 | 2006 | 2013 |
| ---- | ---- | ---- | ---- | ---- | ---- | ---- | ---- |
| 176  | 217  | 206  | 242  | 313  | 355  | 401  | 508  |